# Ford Prefect (voiture)
Pour les articles homonymes, voir Ford Prefect (personnage): personnage dans Le Guide du voyageur galactique..
La Ford Prefect est une gamme de voitures britanniques produites par Ford Royaume-Uni entre 1938 et 1961 en tant que version haut de gamme des petites voitures familiales Ford Popular et Ford Anglia. Elle a été introduite en octobre 1938 et est restée en production jusqu'en 1941. De retour sur le marché en 1945, elle fut proposée jusqu'en 1961. En 1953, la voiture est passée d'un style perpendiculaire original à une structure tricorps plus moderne. Certaines versions ont également été construites et vendues par Ford Australie.
Comme pour ses sœurs, la voiture est devenue une base populaire pour les hot rod, en particulier en Grande-Bretagne, où sa structure légère et ses moteur avec quatre cylindres en ligne séduisent les constructeurs.

## E93A (1938-49)
La Ford Prefect a été introduite en octobre 1938 et construite par l'usine Ford Dagenham, Essex. La Prefect originale était une légère refonte de la 7W de l'année précédente, la première voiture de Ford conçue en dehors de Detroit, Michigan. Elle a été spécifiquement conçue pour le marché britannique. Elle avait un moteur à soupapes latérales de 1 172 cm3 avec système de refroidissement par thermosiphon (pas de pompe) et comme de nombreuses autres voitures de l'époque, la possibilité d'être démarré par une manivelle si la batterie n'a pas suffisamment d'énergie pour faire tourner le démarreur de 6 volts. Les essuie-glaces étaient alimentés par le vide porté par le collecteur d'admission du moteur - alors que la voiture roulait en montée, les essuie-glaces ralentissaient jusqu'à l'arrêt en raison du vide du collecteur d'admission tombant à près de zéro, pour seulement recommencer à travailler lorsque le sommet était atteint et que le vide d'admission augmentait. Le pare-brise s'ouvrait vers l'avant en pivotant sur des charnières sur le bord supérieur ; deux volets de chaque côté de l'auvent laissent également entrer l'air dans la voiture. La voiture a un moteur quatre cylindres durable.
Les styles de carrosserie les plus courants étaient les berlines deux et quatre portes, mais avant la guerre, quelques tourers et cabriolets ont été fabriqués. Après-guerre, seules les berlines quatre portes étaient disponibles sur le marché intérieur, mais les modèles deux portes étaient destinés à l'exportation.
41 486 unités ont été fabriquées jusqu'en 1941 et 158 007 unités supplémentaires entre 1945 et 1948.

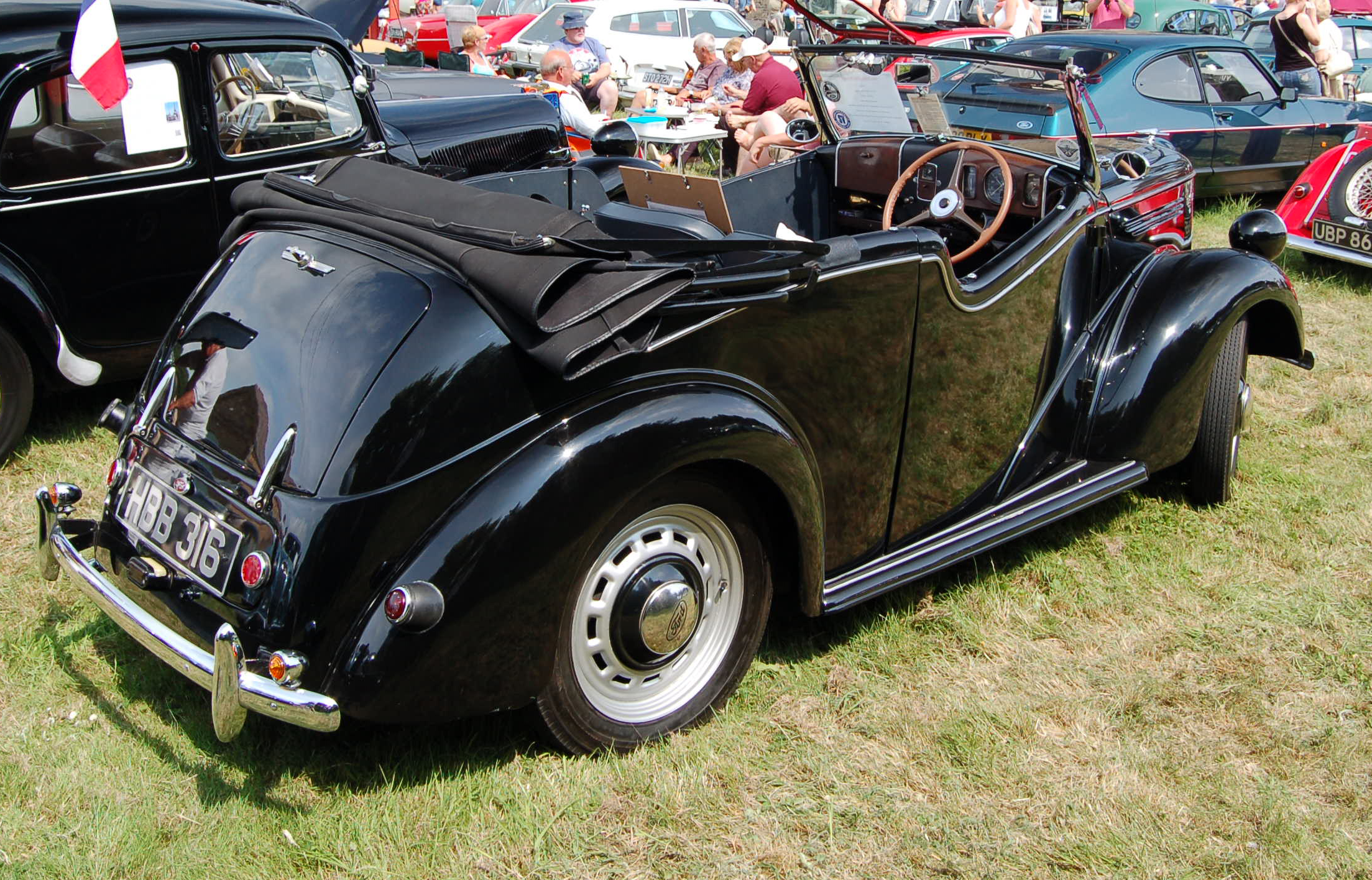
Ford Prefect E93A Tourer de 1939

### Fabrication australienne
L'E93A a également été produite en Australie en berline quatre portes avec un toit tout en acier de construction australienne. Une berline deux portes, une décapotable, un fourgon pour une charge de 500 kg, un utilitaire coupé et un utilitaire roadster ont également été produits. Fin 1939, les modèles Prefect australiens ont été recodés E03A.

### E03A (Australie: 1939-45)
En 1939, l'E03A a remplacé l'E93A dans la production australienne. La berline E03A différait de la berline anglaise E93A par un toit tout en acier et une ceinture de caisse en acier inoxydable

### A53A (Australie: 1946-48)
En 1946, l'A53A a remplacé l'E03A dans la production australienne, avec des versions berline 4 portes, utilitaire coupé et fourgon pour une charge de 500 kg produites. La berline A53A se distingue de la berline E03A par un coffre allongé. À partir d'octobre 1947 les ardoises de la calandre sont chromées.

### E493A (1949-53)
Après la guerre, la conception de la Prefect a peu changé jusqu'à son remplacement en 1952. Les phares ont été déplacés dans les ailes et des clignotants de style "Trafficator" ont été installés (des sémaphores à éclairage interne jaillissant des montants de porte pour signaler les virages à gauche et à droite), bien qu'en raison des restrictions d'espace, ils aient été laissés de côté sur le pick-up de construction australienne. Seules des berlines quatre portes étaient disponibles sur le marché intérieur, le secteur des deux portes étant laissé à l'Anglia, mais certaines Prefect deux portes étaient destinées à l'exportation.

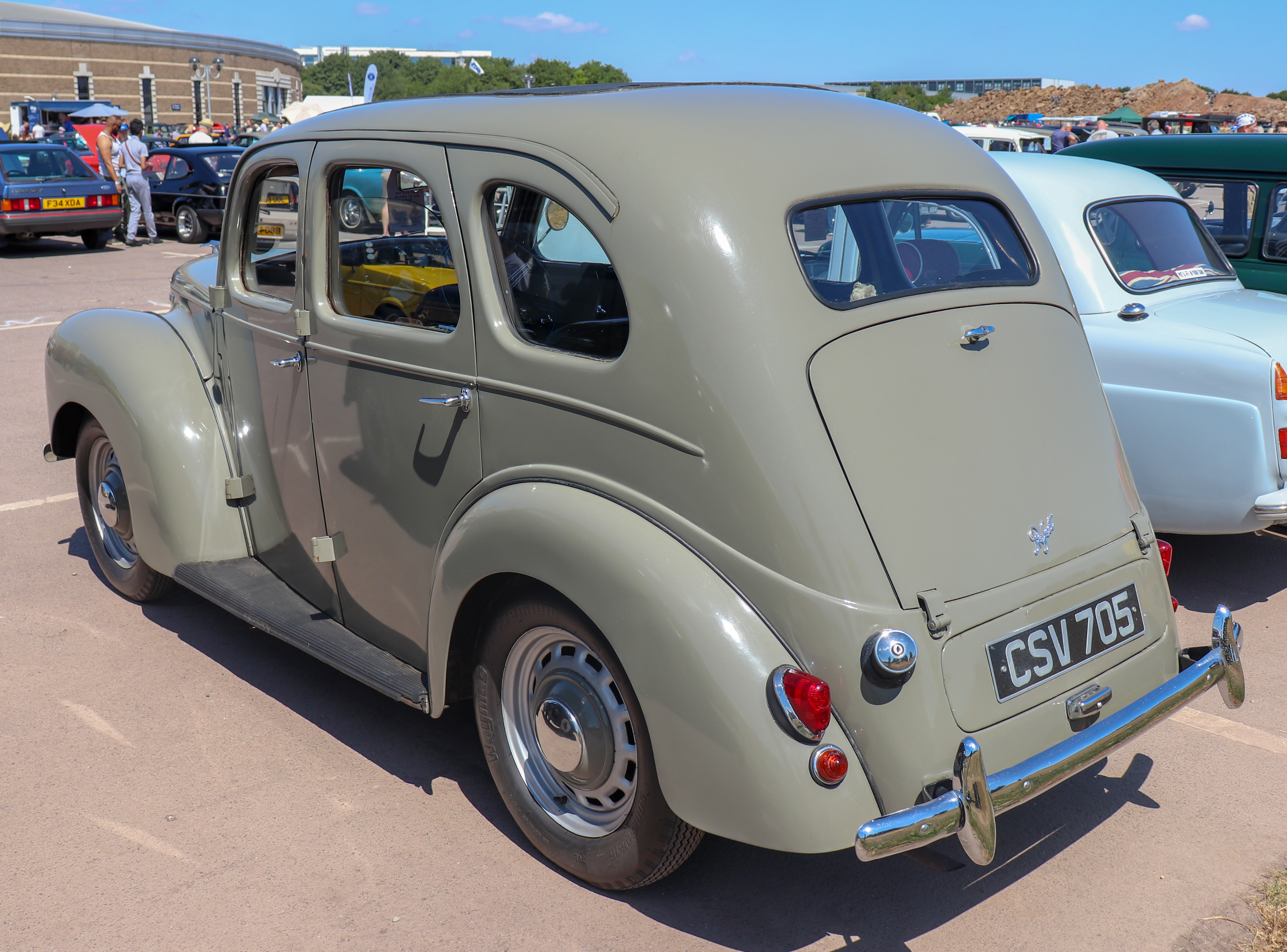
Arrière

Les freins sont restés à commande mécanique à l'aide du système de tige Girling avec des tambours de 250 mm et le châssis avait toujours des ressorts à lames transversaux à l'avant et à l'arrière.

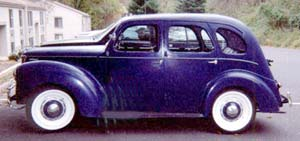
Prefect de 1950 du marché canadien

Une Prefect testée par le magazine britannique The Motor en 1948 avait une vitesse de pointe 98 km/h et pouvait accélérer 80 km/h en 22,8 secondes. Une consommation de carburant de 8,5 litres aux 100 km a été enregistrée. La voiture d'essai, qui avait la sellerie cuir optionnelle, a coûté 412 £ TTC. Ils ont commenté qu'il s'agissait, sous sa forme standard, de la voiture 4 portes la moins chère du marché britannique.
192 229 unités ont été fabriquées.

## A493A (Australie: 1949-1953)
L'A493A, produite en Australie, était une variante de l'E493A anglaise, elle était proposée en variantes berline 4 portes et utilitaire coupé. La berline A493A se distingue de la berline E493A par un toit solide, un coffre allongé et une ligne de sertissage sur les portes avant.

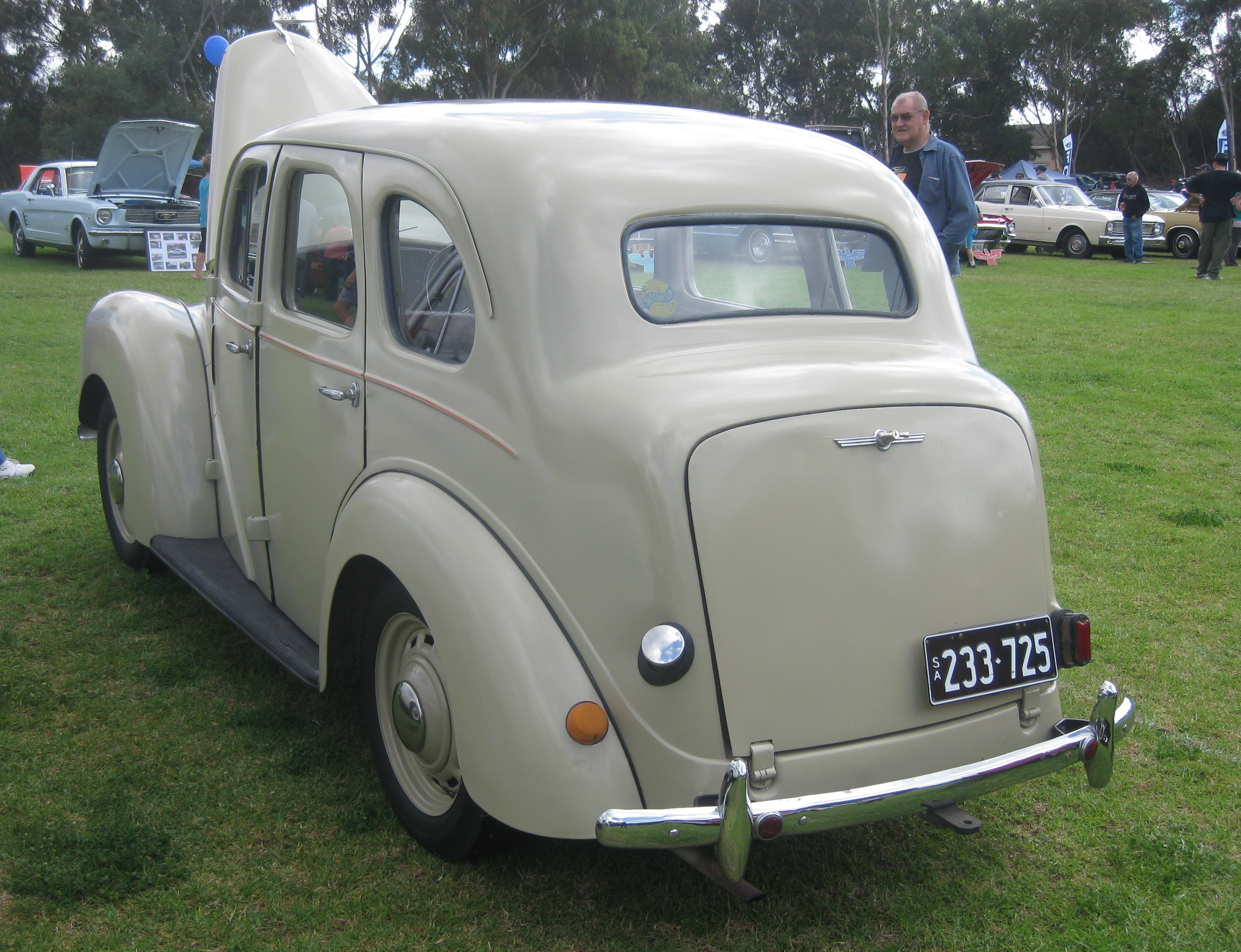
Ford Prefect A493A berline. Cette image montre le toit solide, le coffre allongé et la ligne de sertissage sur les portes avant.
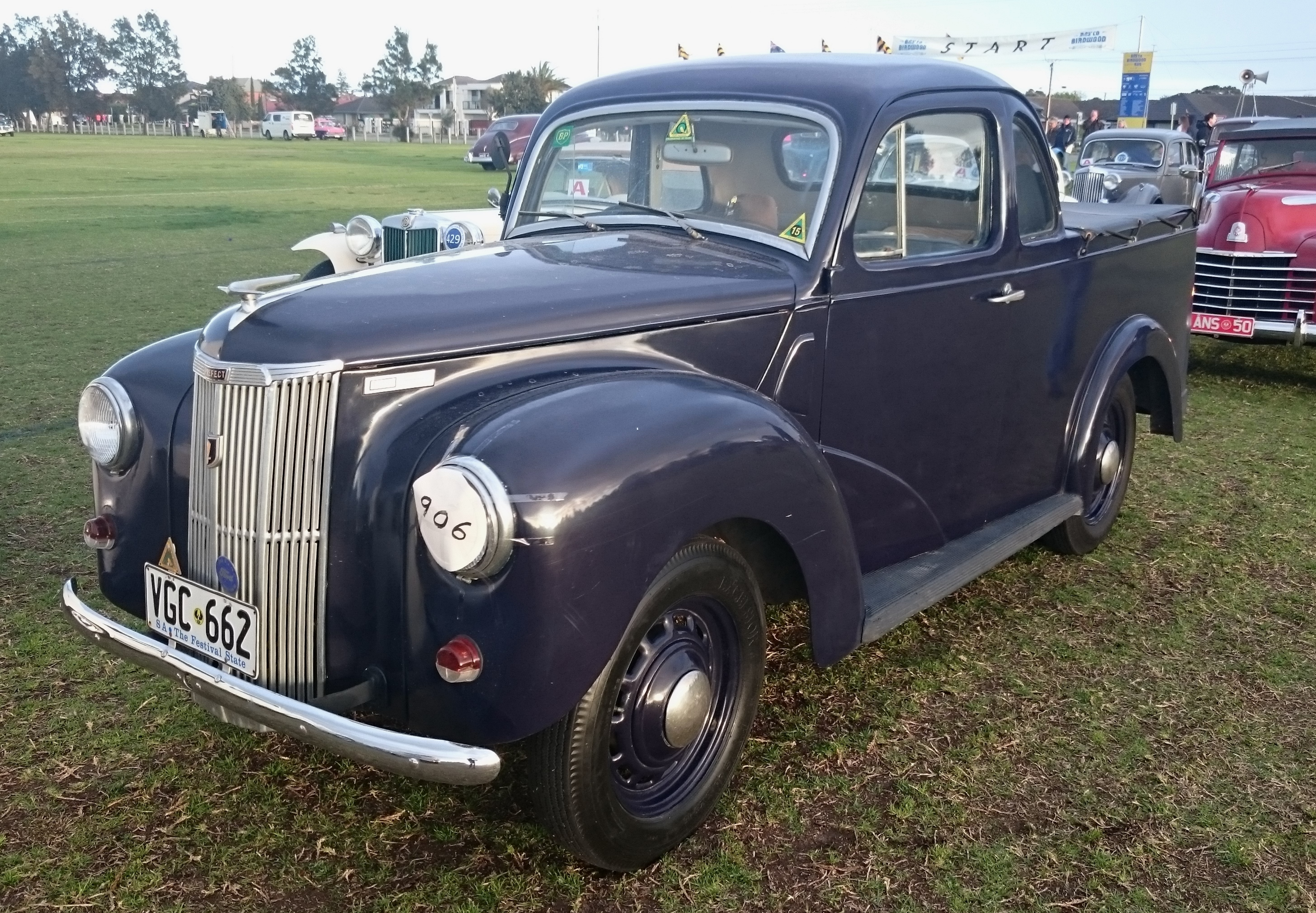
Ford Prefect utilitaire coupé (A493A)

## 100E (1953-59)
En 1953, une Ford Prefect très repensée a été introduite aux côtés de la Ford Anglia similaire et elle est restée en production jusqu'en 1959. Extérieurement, la Prefect se distingue de l'Anglia par des barres verticales sur la calandre et quatre portes. L'ancien châssis séparé avait disparu, remplacé par une construction intégrale, et la suspension indépendante avant à bobine a supplanté le ressort à lames transversal. Des freins hydrauliques Girling ont été installés, initialement avec des tambours de 7 pouces mais ils sont rapidement passés à 200 mm Un nouveau moteur à soupapes latérales de 1 172 cm3 a été installé avec le même alésage, la même course et la même disposition que le moteur précédent, mais complètement différent à tous autres égards - les changements inclus poussoirs réglables, augmenter le taux de compression de 63:1 à 7:1 et soupapes d'admission plus grandes, résultant en une augmentation de la puissance de 20 % à 36 ch.
À l'intérieur, il y avait des sièges avant séparés garnis de PVC avec du cuir en option et deux instruments circulaires devant le conducteur, l'un contenant le compteur de vitesse et l'autre les jauges de température du carburant et de l'eau. Les modèles Deluxe avec la mise à jour du tableau de bord de 1959 comprenaient des serrures pour la boîte à gants. Le levier de vitesse était au sol. Le chauffage était un supplément en option. Les essuie-glaces étaient alimentés par le vide du collecteur d'admission; lorsque le moteur fonctionnait fort, le vide tombait et les essuie-glaces ralentissaient ou s'arrêtaient. Le tableau de bord a été révisé deux fois : l'habitacle entourant la colonne de direction a été remplacé par un panneau central avec deux cadrans vers le côté conducteur en 1956; la deuxième révision, de 1959, avait des cadrans jumeaux dans un habitacle devant le conducteur et un compteur « ruban magique » à courant alternatif similaire à celui des Vauxhall Velox/Cresta E-series de 1957 et des modèles PA de '58/'59.

En 1955, une version break a été introduite, commercialisée sous le nom de Ford Squire et mécaniquement identique à l'Escort contemporaine, une version break de la Ford Anglia 100E, mais avec des garnitures en bois et un niveau de finition plus élevé.

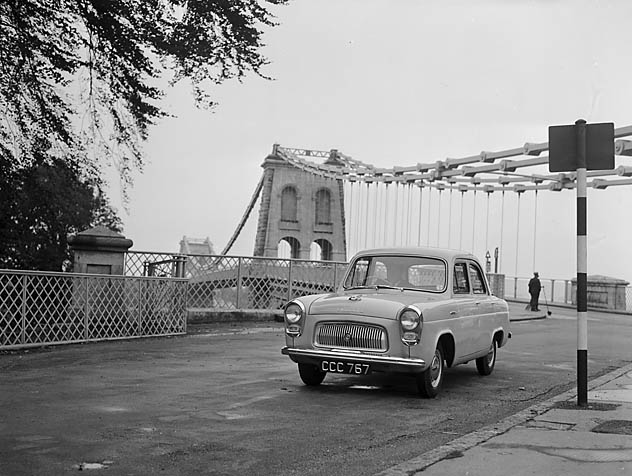
Ford Prefect 100E testé sur route en 1954

Le magazine The Motor a testé une 100E de luxe en 1957 et a enregistré une vitesse de pointe de 114 km/h et une accélération de 97 km/h en 32,2 secondes. Une consommation de carburant de "tourisme" de 33,1 impériaux a été enregistrée. Sur le marché intérieur, elle coûtait 658 £ plus 220 £ de taxes.
100 554 unités ont été fabriquées.

## 107E (1959-61)
La Prefect 107E utilisait une carrosserie de 100E retravaillée avec le nouveau moteur à soupapes en tête de 997 cm3, boîte de vitesses à quatre vitesses et l'arrière de style 'banjo' de l'Anglia 105E, produite pour offrir un modèle quatre portes jusqu'à son remplacement par la Ford Consul Classic. 38 154 unités ont été fabriquées, la plupart d'entre elles avec une palette de couleurs bicolores et une finition de luxe.
Les versions assemblées en Nouvelle-Zélande avaient un appareil de chauffage « monté d'usine », ce qui était rare (l'ajustement par un concessionnaire était presque universel à l'époque), et un tapis de sol en peluche.
Des freins à tambour, à commande hydraulique, de 200 mm de diamètre étaient installé et la suspension avant était indépendante à l'aide de jambes de force MacPherson. L'essieu arrière utilisait des ressorts à lames semi-elliptiques. Le mécanisme de direction utilisait un système à vis sans fin et à cheville.
Lors des tests, le magazine The Motor a enregistré une vitesse de pointe de 117 km/h et une accélération de 0 à 97 km/h en 27,2 secondes. Une consommation de carburant de "tourisme" de 36 impériaux a été enregistrée. Sur le marché intérieur, elle coûtait 621 £ plus 183 £ de taxes. Les extras optionnels comprenaient le chauffage, le lave-glaces, la radio et la sellerie cuir pour remplacer le PVC standard.

## Exportations et production étrangère
En plus du Royaume-Uni et de l'Australie, les Ford Prefect étaient également vendues aux États-Unis, en Nouvelle-Zélande (où elles étaient assemblées localement), en Argentine et au Canada. Le modèle canadien avait une conduite à gauche. La Prefect était également construite sous licence en Lettonie par Ford-Vairogs sous le nom de Ford-Vairogs Junior. En Irlande, la Prefect était assemblée à l'usine Ford de Cork jusqu'en 1962. En Afrique du Sud, elles étaient localement assemblées à l'usine Ford Struandale de Port Elizabeth. Ford Malaisie, basée à Singapour, avait également construit la Prefect 100E avec des kits CKD importés.